# Kedung Sukodani
Kedung Sukodani is een bestuurslaag in het regentschap Sidoarjo van de provincie Oost-Java, Indonesië. Kedung Sukodani telt 2621 inwoners (volkstelling 2010).